# Villanueva de la Jara
Villanueva de la Jara é um município da Espanha na província de Cuenca, comunidade autónoma de Castilla-La Mancha, de área 155,79 km² com população de 2232 habitantes (2004) e densidade populacional de 14,33 hab/km².

## Demografia

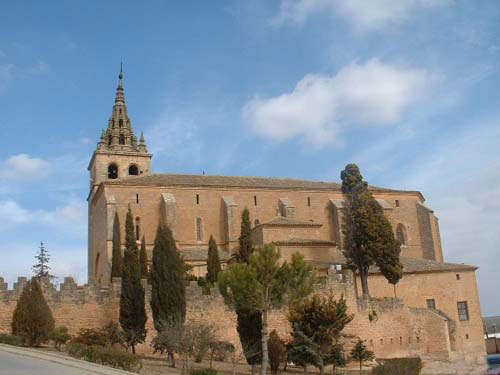
Igreja da Nossa Senhora de la Asunção, Villanueva de la Jara

| Variação demográfica do município entre 1991 e 2004 | Variação demográfica do município entre 1991 e 2004 | Variação demográfica do município entre 1991 e 2004 | Variação demográfica do município entre 1991 e 2004 |
| --------------------------------------------------- | --------------------------------------------------- | --------------------------------------------------- | --------------------------------------------------- |
| 1991                                                | 1996                                                | 2001                                                | 2004                                                |
| 2491                                                | 2475                                                | 2563                                                | 2232                                                |